# Daizen Maeda
Daizen Maeda (født 20. oktober 1997) er en japansk fodboldspiller, som spiller for den skotske fodboldklub Celtic FC.